# Topolino e la collana Chirikawa
Topolino e la collana Chirikawa è una storia a fumetti Disney, sceneggiata e disegnata da Romano Scarpa e pubblicata per la prima volta nel marzo 1960 su Topolino n. 230. La storia è ricordata soprattutto per l'introduzione del personaggio di Trudy.

## Trama
Topolino scopre di accusare una sindrome vertiginosa, se esposto anche a minime altezze. Decide così di prendersi un periodo di riposo in campagna, ospite di sua zia Topolinda, con il suo amico Atomino Bip Bip. Topolino chiede notizie di una collana degli Apache-Chirikawa ritratta in una vecchia foto della zia, la quale però glissa l'argomento. Il commissario Basettoni invoca l'aiuto di Topolino per un'ondata di criminalità a Topolinia, così l'eroe rientra in città e indaga su Pietro Gambadilegno, che ha l'alibi di essere in prigione; nell'indagine Topolino e Atomino scoprono l'esistenza della sua compagna Trudy, che è in possesso della collana Chirikawa di Topolinda. Le tracce della malvivente sono perse in una baracca dove Topolino accusa nuovamente un capogiro tale da perdere i sensi. Accudito di nuovo dalla zia, riceve delle spiegazioni: quando era un poppante, Topolino venne affidato alla signora per qualche tempo; in quella circostanza, il bambino venne rapito, chiedendo come riscatto la collana Chirikawa, e Topolinda si piegò allo scambio. Grazie ai poteri di Atomino, Topolino rivive l'esperienza che aveva rimosso e si rende conto che i suoi rapitori furono i piccoli Gambadilegno e Trudy, nella baracca in cui era svenuto. Tornati sulla scena del crimine, Topolino e Atomino scoprono un passaggio verso un covo sotterraneo dei delinquenti della città, gestito da Trudy, che riescono così a incastrare, recuperando anche il cimelio di famiglia.

## Analisi
L'autore confeziona un'avventura di genere mystery, in due tempi, per un totale di 59 tavole, affidando ruoli dirimenti a due inedite figure femminili. A livello intradiegetico, viene raccontato il primo concreto rendez-vous tra Topolino e la compagna della sua nemesi. 
Scarpa prende ispirazione dal cinema di genere di Hollywood: in particolare, se gli attacchi vertiginosi di Topolino ricordano il protagonista di La donna che visse due volte di Alfred Hitchcock (uno dei film preferiti dell'autore), il flashback dall'infanzia del protagonista richiama una scena di Io ti salverò dello stesso cineasta, diretta in entrambi i casi in soggettiva. Nel fumetto, Scarpa adotta inoltre «uno stile di disegno fanciullesco, e dunque adeguato alla percezione infantile del Topo». 
Il finale della storia, ambientato nel sottosuolo di Topolinia, ha una valenza narrativa e «catartica, poiché è solo grazie a questa metaforica immersione nell'inconscio che Topolino può superare le sue fobie».

## Influenze
Trudy è diventata una villain ricorrente del fumetto Disney italiano, vantando nel corso dei decenni centinaia di apparizioni.
Il personaggio di zia Topolinda è stato saltuariamente ripreso nel corso degli anni dagli autori italiani. Tra gli utilizzi successivi, spicca un sequel di questa avventura, Topolino e il diario segreto di zia Topolinda, scritto da Claudia Salvatori e disegnato da Romano Scarpa, risalente al 1994. Topolino però la ricorda molto spesso.